# Metro Ligero

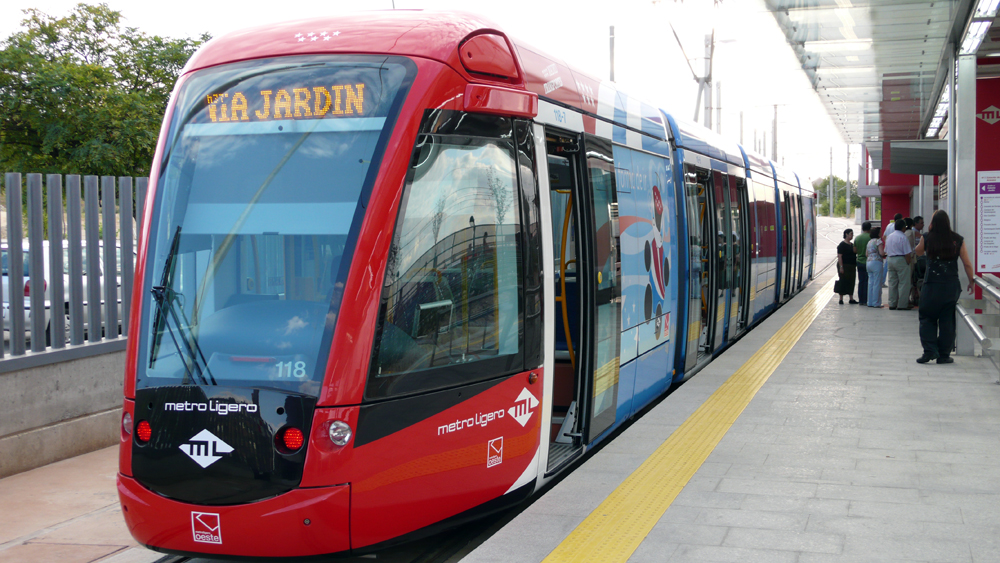
Een Metro Ligero tram bij eindstation Aravaca

Metro Ligero is een semimetronetwerk in de Spaanse hoofdstad Madrid, dat wordt geëxploiteerd door Metro de Madrid met lagevloertrams. Het gehele netwerk bestaat uit 27 kilometer spoor met in totaal 36 stations en ging in fases van start in 2007. 

## Netwerk
De Metro Ligero telt drie lijnen, waarvan lijn 1 (ML-1) in de omgeving van de gemeenten Sanchinnaro en Las Tablas. ML-2, of ook wel Metro Ligero Oeste, rijdt in de gemeente Aravaca. ML-3 doet dienst in Boadilla del Monte. Daarnaast rijdt er in de gemeente Parla een in twee richtingen rijdende Metro Ligero die het lijnnumer ML-4 heeft en feitelijk ook deel uitmaakt van de metro Ligero van Madrid maar niet met een van de andere lijnen van dit netwerk verbonden is.

### Lijnen
- ML-1: Pinar de Chamartín–Las Tablas: 5,4 km en 9 stations, waarvan vijf ondergronds
- ML-2: Colonia Jardín–Station Aravaca: 8,7 km en 13 stations, waarvan drie ondergronds
- ML-3: Colonia Jardín–Puerta de Boadilla: 13,7 km en 16 stations, waarvan twee ondergronds

Tranvia de Parla
- ML-4: cirkelvormig traject in Parla: 8,3 km en 15 stations